# 周口店站
周口店站是一座周口店线上的铁路车站，位于北京市房山区周口店镇，周口店北京人遗址东侧。车站为三等站，建于1897年，为客货运站，曾经办理旅客乘降和行包业务，但目前该站已无客运列车通过。货运则办理整车和零散货物到发。车站的主要货运业务为煤炭运输。通过周良联络线通往京原铁路良各庄站。
II道正线470米，有到发线2股（I道425米，III道505米），牵出线1条、货物线2条。2020年1月13日，房山区文旅局为本站和窦店站的老站房签发了《不可移动文物认定表》。